# Bataille de Peterwardein
Troisième guerre austro-turque
Batailles
Peterwardein-Cap Matapan-Belgrade
La bataille de Peterwardein (ou Petrovaradin) eut lieu le 5 août 1716 près de la ville de Petrovaradin, qui fait maintenant partie de l'agglomération de Novi Sad, dans l'actuelle Serbie. Ce fut une bataille décisive de la troisième guerre austro-ottomane qui vit la victoire des Habsbourg sur l'Empire ottoman.

## Prélude
En 1716, le grand vizir Silâhdâr Ali rassembla à Belgrade une armée forte de plus de 100 000 hommes, dont 40 000 janissaires, 20 000 spahis et 10 000 Tatars, ainsi que de la cavalerie kuruc (Hongrois hostiles aux Habsbourg). Cette armée traversa la Save à Zemun à la fin du mois de juillet et se déplaça sur la rive droite du Danube en direction de Sremski Karlovci.
Le commandant des forces autrichiennes, le Prince Eugène de Savoie, décida d'attaquer les Ottomans à Peterwardein. Il organisa la construction d'un campement fortifié à l'intérieur de la forteresse et mit en ordre de marche une armée impériale d'environ 80 000 hommes qui était stationnée à Futog. La forteresse de Peterwardein comptait une garnison de 8 000 hommes, principalement des Serbes, alors que l'armée autrichienne était constituée environ pour moitié de régiments hongrois et croates. 
Le 2 août eut lieu la première escarmouche entre l'avant-garde autrichienne et des cavaliers ottomans. Le lendemain, le grand vizir avait pratiquement atteint Peterwardein et envoya immédiatement 30 000 janissaires à l'assaut des positions impériales. Les janissaires creusèrent des tunnels de sapes et commencèrent à bombarder la forteresse. Le gros de l'armée autrichienne traversa le Danube sur deux pontons dans la nuit du 4 au 5 août et établit son campement.

## Bataille et conséquences
Le 5 août, à sept heures du matin, le Prince Eugène fit débuter l'offensive autrichienne. Alors que le flanc droit, sous les ordres du prince Charles-Alexandre de Wurtemberg, prenait d'assaut une batterie d'artillerie ottomane, le centre de l'armée impériale se déployait avec difficulté devant les petites portes de la forteresse. Les janissaires menèrent une contre-attaque immédiate et forcèrent les Autrichiens à se replier dans la forteresse. Le Prince Eugène enraya cette contre-attaque en engageant ses renforts et envoya sa cavalerie sur les flancs ottomans dans une manœuvre d'encerclement. Le grand vizir ne parvint pas à briser cet encerclement avec ses spahis et ne put non plus regrouper ses troupes. Les Tatars se retirèrent avant même d'avoir pu engager le combat.
Les Ottomans étant en déroute, le Prince Eugène mena personnellement ses troupes contre le campement du grand vizir. Avec l'appui de la canonnade de six frégates de la flotte du Danube, les Autrichiens remportèrent la bataille vers 14 heures alors que le grand vizir lui-même était tué (il est enterré à la forteresse de Belgrade dans la tombe connue sous le nom Damad Ali Pašino Turbe). Seulement 50 000 ottomans parvinrent à regagner Belgrade. 
Après la bataille, le Prince Eugène se tourna contre Timişoara et s'en empara, malgré une résistance acharnée et les tentatives désespérées des Ottomans pour secourir la ville. Après la prise de Belgrade l'année suivante, les Ottomans admirent leur défaite et signèrent le traité de Passarowitz avec l'Autriche et son alliée, Venise. 
Après la guerre, une église fut bâtie sur la colline dominant le champ de bataille pour commémorer l'évènement. Elle est consacrée à Notre-Dame-de-Tekije, également connue sous le nom de Marie-des-Neiges. Cette église est particulière car elle est utilisée à la fois par les confessions catholique et orthodoxe, les deux ayant des autels. C'est un lieu de pèlerinage tous les 5 août.  